# Koretwina
Koretwina – (1671 m n.p.m.) szczyt w południowo-zachodniej części Gorganów, które są częścią Beskidów Wschodnich. Jest jednym ze szczytów zachodniego ramienia masywu górskiego, znajdującego się na wschód od Wierchu Czarnej Riki (1269 m n.p.m.), na łagodnym skręcie ku wschodowi za Popadią (1741 m n.p.m.).